# Alcoutim
Alcoutim – miejscowość w Portugalii, leżąca w dystrykcie Faro, w regionie Algarve w podregionie Algarve. Miejscowość jest siedzibą gminy o tej samej nazwie. Gmina posiada najmniejszą gęstość zaludnienia (5,06 mieszk./1 km kw.) spośród wszystkich gmin Portugalii.

## Demografia
| Liczba ludności gminy Alcoutim (1801–2011) | Liczba ludności gminy Alcoutim (1801–2011) | Liczba ludności gminy Alcoutim (1801–2011) | Liczba ludności gminy Alcoutim (1801–2011) | Liczba ludności gminy Alcoutim (1801–2011) | Liczba ludności gminy Alcoutim (1801–2011) | Liczba ludności gminy Alcoutim (1801–2011) | Liczba ludności gminy Alcoutim (1801–2011) | Liczba ludności gminy Alcoutim (1801–2011) | Liczba ludności gminy Alcoutim (1801–2011) |
| ------------------------------------------ | ------------------------------------------ | ------------------------------------------ | ------------------------------------------ | ------------------------------------------ | ------------------------------------------ | ------------------------------------------ | ------------------------------------------ | ------------------------------------------ | ------------------------------------------ |
| 1801                                       | 1849                                       | 1900                                       | 1930                                       | 1960                                       | 1981                                       | 1991                                       | 2001                                       | 2004                                       | 2011                                       |
| 7 014                                      | 7 045                                      | 9 306                                      | 9 124                                      | 9 288                                      | 5 262                                      | 4 571                                      | 3 770                                      | 3 411                                      | 2 917                                      |

## Sołectwa
Sołectwa gminy Alcoutim (ludność wg stanu na 2011 r.):
- Alcoutim - 921 osób
- Giões - 256 osób
- Martim Longo - 1030 osób
- Pereiro - 213 osób
- Vaqueiros - 497 osób